# The Musings of Miles
Albums de Miles Davis
Miles Davis and the Modern Jazz Giants
(1954) Blue Moods
(1955)
The Musings of Miles est un album jazz hard bop de Miles Davis, enregistré à Hackensack, New Jersey le 7 juin 1955.

## Historique
Disque paisible qui amorce la libération de Miles Davis. Autour du noyau dur constitué par le pianiste Red Garland et le batteur Philly Joe Jones, Miles Davis construit les fondations de son futur grand quintet. À noter la relecture de "A Night in Tunisia" de Dizzy Gillespie.
L'album vinyle existe sous les références suivantes :
- The Beginning (Prestige PRLP 7221)
- Green Haze (Prestige P 24064)
- Miles Davis Plays For Lovers (Prestige PR 7352)
- Miles Davis - A Night In Tunisia, Pt. 1&2 (Prestige 45-114)

## Musiciens
- Miles Davis (Trompette)
- Red Garland (Piano)
- Oscar Pettiford (Basse)
- Philly Joe Jones (Batterie)

## Pistes
1. Will You Still Be Mine ?   (Dennis-Adair) (6:20)
2. I See Your face Before Me (Dietz-Schwartz) (4:44)
3. I Didn't  (M. Davis) (6:02)
4. A Gal In Calico (Robin-Schwartz) (5:15)
5. A Night in Tunisia (Gillespie-Paparelli) (7:20)
6. Green Haze (M. Davis) (5:48)

## Citation
« En juin j'ai amené un quartette en studio pour un nouveau disque avec Bob Weinstock. Voulant trouver un pianiste jouant comme Ahmad Jamal, j'ai décidé de fair appel à Red Garland, que Philly Joe m'avait présenté en 1953. Il savait que j'aimais Ahmad Jamal, que c'était le type de pianiste que je recherchais. Je lui ai demandé de m'apporter le son d'Ahmad : c'est quand il jouait ainsi que Red donnait le meilleur de lui-même. Dans cette séance, Philly Joe était à la batterie et Oscar Pettiford à la basse. C'a a été un gentil petit disque qui témoignait vraiment de l'infuence de Jamal sur moi à l'époque. A Gal in Calico et Will You Still Be Mine étaient des thèmes que Jamal jouait toujours. Red adoptant pour jouer le toucher et le feeling de Jamal, on s'est rapproché de ce que je voulais entendre.  »
MILES L'AUTOBIOGRAPHIE.
Miles Davis avec Quincy Troupe. Presses de la Renaissance. 1989